# Флаг Пушкино
Флаг муниципального образования городское поселение Пу́шкино Пушкинского муниципального района Московской области Российской Федерации — опознавательно-правовой знак, служащий официальным символом муниципального образования.
Ныне действующий флаг утверждён 24 июня 2010 года и внесён в Государственный геральдический регистр Российской Федерации с присвоением регистрационного номера 6301.
Флаг городского поселения Пушкино составлен на основании герба по правилам и традициям вексиллологии и отражает исторические, культурные, социально-экономические, национальные и иные местные традиции.

## Первый флаг
Первый флаг города был утверждён 29 декабря 2008 года, решением Совета депутатов городского поселения Пушкино № 180/35.

### Описание флага
«Прямоугольное красное полотнище с соотношением сторон 2:3, воспроизводящее в центре композицию из герба города Пушкино, слева имеет синюю, а справа — зелёную полосы, каждая в 1/6 длины флага, отделённые от красного поля жёлтыми волнистыми полосами в 1/30 длины флага».
Композиция из герба города Пушкино представляла собой золотую коническую колонну со стропилообразным вырезом в виде раскрытого занавеса, внизу серебряное колесо, внутри которого пять серебряных реутов (колоколов).

### Обоснование символики
На Пушкинской земле находятся курганные могильники X—XII веков (сохранились), они отражены на флаге в виде волнистой полосы зелёного цвета. Этот же цвет отражает расположение города в зелёной зоне Подмосковья.
Село Пушкино (известно с 1499 года) ныне входит в территорию города Пушкино.
Через город Пушкино проходят две дороги (Троицкий тракт — ныне Ярославское шоссе) и железная дорога (Транссибирская магистраль), обозначенные на флаге в виде каретного белого колеса, внутри которого расположены церковные колокола, которые использовались помимо своего основного назначения в древности для передачи звуковых сигналов о подходе противника и для передачи сообщений о победе, и в других случаях.
На Пушкинской земле в 1897 году родился первый общедоступный Московский художественный театр (МХАТ), с которым связаны имена великих режиссёров и актёров. Большинство из них выступали в Летнем театре дачного посёлка Пушкино, на флаге это отражено раскрывающимся занавесом.
Визитной карточкой города Пушкино являются древние храмы, которые использовались царями и паломниками для молитвы на пути от Кремля в монастырь к Сергию Радонежскому (ныне Троице-Сергиева лавра). Частое присутствие на Пушкинской земле царственных особ объясняет наличие в центральной части флага красного цвета.
На территории города Пушкино находится Никольский храм XVII века и другие храмы, они отражены традиционным куполом Русской православной церкви в виде раскрывающихся штор.
Синяя волнистая полоса определяет местонахождение города Пушкино в междуречье Клязьмы, Учи, Серебрянки, на берегу Учинского водохранилища.

## Второй флаг
23 июля 2009 года, на заседании Совета депутатов города Пушкино, был рассмотрено обращение «автора герба А. А. Колотилова, краеведов и представителей духовенства, разглядевших в промежутках между колоколами в колесе силуэты бутылок. Такую двусмысленность посчитали недопустимой и предложили вынести религиозный символ выше, чтобы он как бы показывался из-за занавеса. Также было решено заменить волнистые линии прямыми, потому что обозначаемые ими курганы можно найти на территории всего района и они не могут считаться отличительным знаком Пушкино».
На этом заседании было внесено предложение о вынесении на всенародное обсуждение новых проектов герба и флага, но в связи с приближавшимся днём города, решением Совета депутатов городского поселения Пушкино № 253/44, были утверждены новые герб и флаг города Пушкино.

### Описание флага
«Прямоугольное красное полотнище, с соотношением сторон 2:3 производящее в центре композицию из герба города Пушкино, слева имеет синюю, а справа зелёную полосы, каждая в 1/6 длины флага».
Композиция из герба города Пушкино представляла собой: «…золотой реут (колокол), сопровождаемый вверху золотой ионической колонной со стропилообразным вырезом в виде раскрытого занавеса и внизу серебряным колесом».

### Обоснование символики
Село Пушкино (известно с 1499 года) ныне входит в территорию города Пушкино.
Через город Пушкино проходят две дороги: Ярославское шоссе (Троицкий тракт) и железная дорога (Транссибирская магистраль), обозначенные на флаге в виде каретного белого колеса.
На пушкинской земле в 1897 году родился первый общедоступный Московский художественный театр (МХАТ), с которым связаны имена великих режиссёров и актёров. Большинство из них выступали и в Летнем театре дачного посёлка Пушкино. На флаге это отражено театральной колонной с раскрывающимся занавесом.
Визитной карточкой города Пушкино являются древние храмы, которые использовались царями и паломниками для молитвы на пути от Кремля в монастырь к Сергию Радонежскому (ныне Троице-Сергиева лавра). Частое присутствие на пушкинской земле царственных особ объясняет наличие в центральной части флага красного цвета.
На территории города Пушкино находится Никольский храм XVII века и другие храмы. Они отражены традиционным куполом Русской православной церкви в виде раскрывающихся штор.
В центре флага расположен церковный колокол, который использовался помимо своего основного назначения в древности для передачи звуковых сигналов о подходе противника и для передачи сообщений о победе и в других случаях.
Синий цвет определяет местонахождение города Пушкино в междуречье Клязьмы, Учи, Серебрянки на берегу Учинского водохранилища.
Зелёный цвет отражает нахождение вокруг города множества лесных массивов и полей сельскохозяйственного назначения.

## Действующий флаг
24 июня 2010 года, решением Совета депутатов городского поселения Пушкино № 95/10/2, был утверждён ныне действующий флаг города и признаны утратившими силу решения Совета депутатов города Пушкино от 29 декабря 2008 года № 180/35, от 23 июля 2009 года № 253/44 и от 27 августа 2009 года № 268/46.

### Описание флага
«Прямоугольное двухстороннее зелёное полотнище с отношением ширины к длине 2:3, воспроизводящее композицию герба городского поселения Пушкино в малиновом, жёлтом, оранжевом и голубом цвете».
Геральдическое описание герба гласит: «В зелёном поле между свисающими по сторонам пурпурными пологами с золотой бахромой, подхваченными выходящими из-за края щита завязками пурпурного цвета с золотыми кистями — золотой верхний ярус колокольни с церковной главкой, завершенной четырёхконечным, узорным на концах крестом и с одной видимой аркой, заполненной лазурью и обременённой колоколом того же металла».

### Обоснование символики
Флаг городского поселения Пушкино разработан на основе герба городского поселения Пушкино.
Первое письменное упоминание о селе Пушкино на реке Уче относится к концу XV века и известно по писцовой книге князя В. И. Голенина: «А се великого князя писец князь Василий Голенин село Пушкино и деревни того села описал лета 7007» (1499 год). Однако начало Пушкинской истории следует отнести на несколько столетий ранее — археологами обнаружены захоронения славян-вятичей относящиеся к XI—XII векам.
Символика жёлтой колокольни на флаге городского поселения Пушкино многозначна:
— колокольня символизирует богатые церковные традиции поселения: согласно одной из версий в третьей четверти XIV века село Пушкино было приобретено митрополитом Алексием у боярина Григория Пушки и стало центром митрополичьей вотчины, а после учреждения патриаршества Пушкино стало домовой вотчиной патриархов. Алексий митрополит Киевский и всея Руси, святитель, выдающийся государственный деятель, активно участвовал в управлении Московского княжества. Вместе с преподобным Сергием Радонежским благословил на подвиг русских воинов в Куликовской битве, с которой началось собирание Русских земель.
— колокольня — символ одного из древних памятников Пушкино — Никольскую церковь, построенную в 1692 году;
— колокольня с колоколом — аллегория древней Троицкой дороги, проходящей через город и ведущей в Троице-Сергиеву Лавру к мощам преподобного Сергия Радонежского;
колокол — символ вдохновляющей божественной силы, призыва.
Занавес на флаге городского поселения Пушкино символически показывает достопримечательное событие в истории Пушкино — рождение здесь в 1897 году Московского общедоступного художественного театра (МХТ, с 1920 года МХАТ), с которым связаны имена многих известных режиссёров и актёров. Большинство из них выступало в Летнем театре дачного посёлка Пушкино.
Жёлтый цвет (золото) — символ богатства, стабильности, уважения и интеллекта, высшей силы.
Малиновый цвет (пурпур) — символ славы, благородства, древности происхождения, высшей власти.
Зелёный цвет — символ природы, здоровья, молодости, жизненного роста, символически показывает нахождение города Пушкино среди лесных массивов.
Голубой цвет (лазурь) — символ красоты, величия, духовности, также голубой цвет отражает географическое положение Пушкино в междуречье рек Клязьмы, Серебрянки, Учи, на берегу Учинского водохранилища.